# Rochers des Deux-Sœurs
Ne doivent pas être confondus avec les rochers des Deux-Sœurs (1 330 m), point culminant de la montagne de l'Épenet, dans le Vercors drômois.
Pour les articles homonymes, voir Les Deux Sœurs.
Les rochers des Deux-Sœurs sont une montagne du massif du Vercors, dans le département français de l'Isère, constituée des cimes de la Petite Sœur Sophie (2 162 m) et de la Grand Sœur Agathe (2 194 m). Elles sont séparées par le col des Deux-Sœurs (2 056 m).

## Toponymie
Sœur est une déformation de surre ou seurra en francoprovençal signifiant « falaise ». Les prénoms sont attribués durant la Seconde Guerre mondiale par deux Lyonnais d'après leurs petites amies dans le cadre de Chantiers de la jeunesse française à Château-Bernard.